# Villers-Bocage (Somme)
Villers-Bocage è un comune francese di 1 521 abitanti situato nel dipartimento della Somme nella regione dell'Alta Francia.

## Società

### Evoluzione demografica
Abitanti censiti